# غرب أمريكي (نوع)

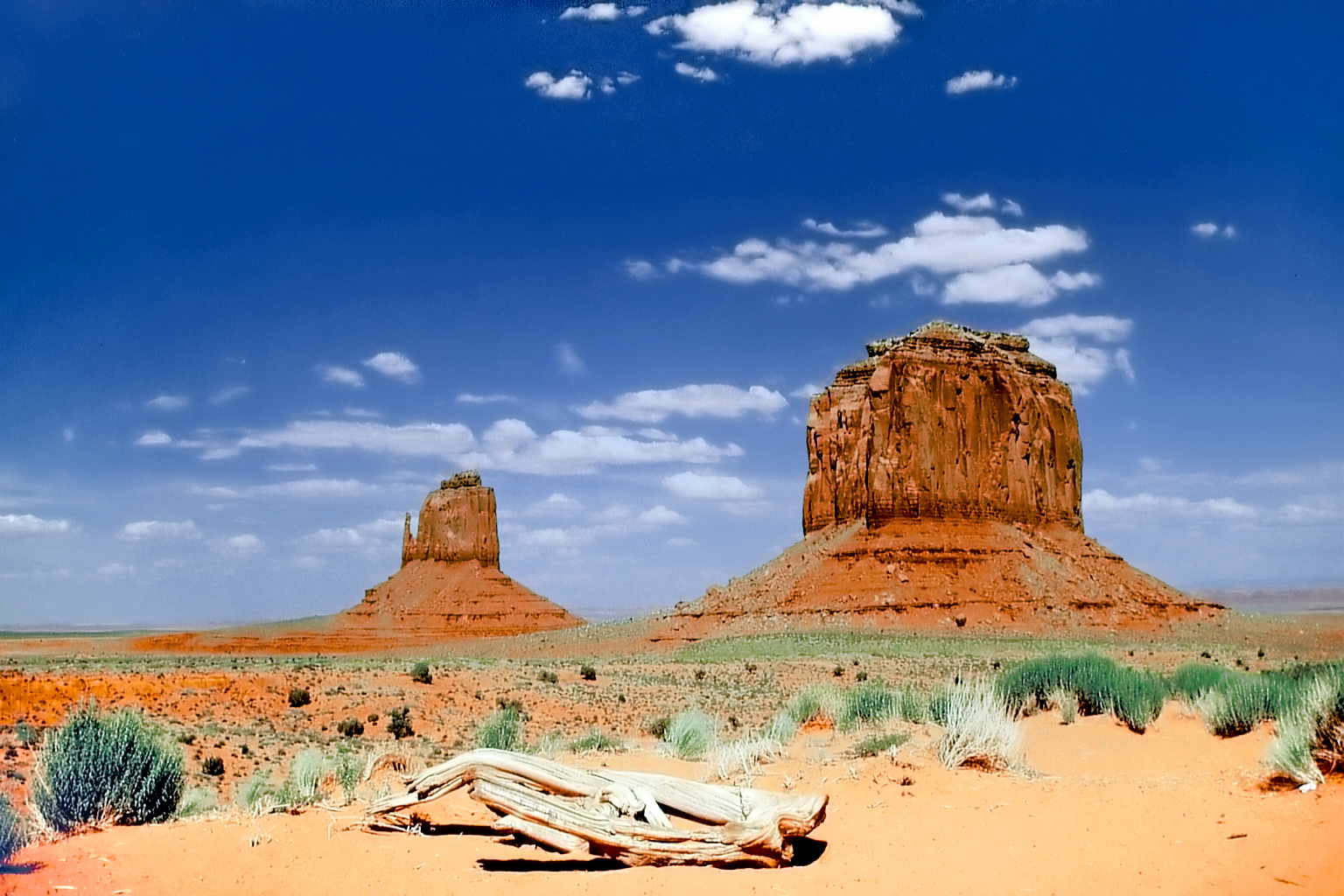
الطبيعة المثالية لأفلام الويسترن

مصطلح الغرب الأمريكي «الويسترن» (بالإنجليزية: Western)‏ له مدلول واسع الأهمية في الثقافة الأمريكية جزء من تشكيل الشخصية الأمريكية , ويتجاوز حدود كونه فئة من الأفلام التتي تتناول الحياة في الغرب الأمريكي القديم (أو ما كان يدعى بالغرب المتوحش) بأشكال أخرى من الثقافة الشعبية مثل الأعلانات و كتب القصص المصورة و الموسيقى الشعبية. وقصص غزو مناطق الهنود الحمر وبطولات رعاة البقر , وتدور أحداث هذه الأفلام عادةً في النصف الثاني من القرن التاسع عشر، وقد تمتد المساحة الجغرافية للويسترن لتشمل المكسيك وغرب كندا وآلاسكا وحتى أستراليا.ولعل من أبرز النجوم الذين ساهموا في أفلام الغرب الأمريكي الممثل والمنتج والمخرج كلينت إيستوود وجون واين والعديد من نجوم هوليوود

## وصلات خارجية
- 500 Classic Western Films on DVD
- Most Popular Westerns at قاعدة بيانات الأفلام على الإنترنت
- Western Writers of America website
- The Western, St. James Encyclopedia of Pop Culture, 2002
- I Watch Westerns, معهد ميزس
- Film Festival for the Western Genre website